# Sergio Godoy
Pour les articles homonymes, voir Godoy.
Sergio Daniel Godoy Senteno, né le 7 juillet 1988 à Mendoza, est un coureur cycliste argentin.

## Palmarès
- 2004
  - 3e du championnat d'Argentine du contre-la-montre cadets
- 2010
  -  Champion d'Argentine du contre-la-montre espoirs
  - Tour de San Rafael :
    - Classement général
    - 2e et 3e (contre-la-montre) étapes

  - 7e étape du Tour de Mendoza (contre-la-montre)
  - 3e de la Doble Media Agua
- 2011
  - Prologue (contre-la-montre par équipes) et 10e étape du Tour de Mendoza
  - 2e du Tour du Chili
  - 3e du Tour de Mendoza
- 2012
  - 5ea étape du Tour du Chili
  - 10e étape du Tour de Mendoza
  - 2e du Tour de Mendoza
- 2013
  - Clásica 1° de Mayo
  - 3e étape du Tour de Bolivie (contre-la-montre par équipes)
  - 2e du championnat d'Argentine du contre-la-montre
- 2014
  - 5e et 6e étapes du Tour de Mendoza
  - Doble San Francisco-Miramar :
    - Classement général
    - 1re et 2e étapes

  - 2e du Tour de Mendoza
  - 3e du Tour de San Luis
- 2016
  - 2e du Tour de Mendoza
  - 3e de la Vuelta a la Independencia Nacional

## Classements mondiaux
| Année            | 2014 | 2015 |
| ---------------- | ---- | ---- |
| UCI America Tour | 41e  | nc   |